# Ingrid Thulin
Ingrid Lilian Thulin (IPA: [ˈɪŋːrɪd tɵˈliːn]) (Sollefteå, 27 gennaio 1926 – Stoccolma, 7 gennaio 2004) è stata un'attrice svedese.

## Biografia

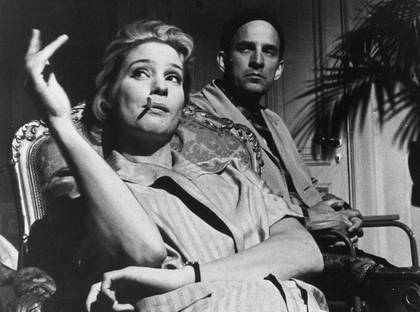
Ingrid Thulin con il regista Ingmar Bergman durante le riprese de Il silenzio (1963)

Formatasi come attrice teatrale presso il Teatro Reale Drammatico di Stoccolma, venne scoperta da Ingmar Bergman che la fece debuttare in Il posto delle fragole (1957), accanto a Victor Sjöström e Bibi Andersson. Fu una delle attrici preferite del regista svedese, con il quale girò nove film. Lavorò anche come attrice televisiva: girò i film per la TV Il rito (1967), Scene da un matrimonio (1973), Corruzione in una famiglia svedese (1974) e Dopo la prova (1984). Partecipò anche ai film hollywoodiani Spionaggio internazionale (1956) di Sheldon Reynolds e I quattro cavalieri dell'Apocalisse (1962) di Vincente Minnelli, accanto a Glenn Ford, che non ebbero molto successo. Nel 1962 si recò una prima volta in Italia per recitare in Agostino di Mauro Bolognini.
Di grande efficacia nei colpi di scena, bellissima donna e dalla presenza incisiva, diede notevoli prove di attrice drammatica in altri film diretti da Bergman, soprattutto in Luci d'inverno (1962), Il silenzio (1963), ove interpretò con grande maestria una donna ammalata di tubercolosi, e Sussurri e grida (1972). Rilevante anche la sua partecipazione al film Giochi di notte (1966) di Mai Zetterling. Nel 1969 venne diretta da Luchino Visconti in La caduta degli dei. Attrice di respiro internazionale, nel 1976 partecipò al film di grande successo Cassandra Crossing di George Pan Cosmatos e lavorò con altri grandi registi come Pierre Granier-Deferre, Alain Resnais, Tinto Brass e Giuliano Montaldo.
Stabilitasi in Italia negli anni settanta, visse in una villa in campagna a Sacrofano, e talvolta a Punta Rossa (San Felice Circeo), in una villa sul mare realizzata per lei dall'architetto Antonio Valente. Dopo la sua interpretazione in La casa del sorriso (1988) di Marco Ferreri, premiato con l'Orso d'oro al Festival di Berlino del 1991, decise di lasciare il cinema per dedicarsi prevalentemente al teatro. Nel 2003 avrebbe dovuto recitare in Sarabanda, ultimo film di Ingmar Bergman, ma nell'ottobre di quello stesso anno si ammalò di cancro; morì il 7 gennaio 2004 a 78 anni e venne sepolta a Stoccolma.

## Filmografia

### Attrice

#### Cinema
- Leva på Hoppet, regia di Göran Gentele (1951)
- Spionaggio internazionale (Foreign Intrigue), regia di Sheldon Reynolds (1956)
- Il posto delle fragole (Smultronstället), regia di Ingmar Bergman (1957)
- La rapina perfetta (Aldrig i livet), regia di Arne Ragneborg (1957)
- Alle soglie della vita (Nära livet), regia di Ingmar Bergman (1958)
- Il volto (Ansiktet), regia di Ingmar Bergman (1958)
- Angeli alla sbarra (Domaren), regia di Alf Sjöberg (1960)
- Luci d'inverno (Nattvardsgästerna), regia di Ingmar Bergman (1962)
- Agostino, regia di Mauro Bolognini (1962)
- I quattro cavalieri dell'Apocalisse (Four Horsemen of the Apocalypse), regia di Vincente Minnelli (1962)
- Il silenzio (Tystnaden), regia di Ingmar Bergman (1963)
- Dimensione della paura (Return from the Ashes), regia di J. Lee Thompson (1965)
- Giochi di notte (Nattlek), regia di Mai Zetterling (1966)
- La guerra è finita (La Guerre est finie), regia di Alain Resnais (1966)
- Domani non siamo più qui, regia di Brunello Rondi (1967)
- L'ora del lupo (Vargtimmen), regia di Ingmar Bergman (1968)
- Fino a farti male (Adélaïde), regia di Jean-Daniel Simon (1968)
- Bagnanti (Badarna), regia di Yngve Gamlin (1968)
- Calda e... infedele (Un diablo bajo la almohada), regia di José María Forqué (1968)
- La caduta degli dei, regia di Luchino Visconti (1969)
- La corta notte delle bambole di vetro, regia di Aldo Lado (1971)
- Sussurri e grida (Viskningar och rop), regia di Ingmar Bergman (1972)
- E cominciò il viaggio nella vertigine, regia di Toni De Gregorio (1974)
- Corruzione in una famiglia svedese - Una manciata d'amore (En handfull kärlek), regia di Vilgot Sjöman (1974)
- La trappola (La Cage), regia di Pierre Granier-Deferre (1975)
- Salon Kitty, regia di Tinto Brass (1975)
- Monismainen 1995, regia di Kenne Fant (1975)
- L'Agnese va a morire, regia di Giuliano Montaldo (1976)
- Cassandra Crossing (The Cassandra Crossing) , regia di George P. Cosmatos (1976)
- Noi due, una coppia (En och en), regia di Erland Josephson, Sven Nykvist, Ingrid Thulin (1978)
- Dopo la prova (Efter repetionen), regia di Ingmar Bergman (1984) - film TV
- Il giorno prima, regia di Giuliano Montaldo (1986)
- Cuore di mamma, regia di Gioia Benelli (1988)
- La casa del sorriso, regia di Marco Ferreri (1991)

#### Televisione
- Älska, regia di Hans Abramson (1959)
- Vår ofödde son, regia di Hans Abramson (1959)
- Syskon, regia di Hans Abramson (1961)
- Theatre '62 – serie TV, un episodio (1961-1962)
- Ett drömspel, regia di Ingmar Bergman (1963)
- Missione segreta (Espionage) – serie TV, episodio 1x03 (1963)
- Il rito (Riten), regia di Ingmar Bergman (1967)
- Scene da un matrimonio (Scener ur ett äktenskap), regia di Ingmar Bergman (1973)
- Puccini, regia di Sandro Bolchi – serie TV, 2 episodi (1973)
- Corruzione in una famiglia svedese (En Handfull kärlek), regia di Vilgot Sjöman (1974)
- Mosè (Moses the Lawgiver), regia di Gianfranco De Bosio – miniserie TV (1974)
- Dopo la prova (Efter repetitionen), regia di Ingmar Bergman (1983)
- Il corsaro, regia di Franco Giraldi – miniserie TV (1985)

### Regista
- Hängivelse – cortometraggio (1965)
- Noi due, una coppia (En och en) (1978)
- Cielo spezzato (Brusten himmel) (1982)

## Riconoscimenti
- Grolla d'oro
  - 1960 – Miglior attrice per Alle soglie della vita

- Guldbagge
  - 1964 – Miglior attrice per Il silenzio

## Doppiatrici italiane
Nelle versioni in italiano delle opere in cui ha recitato, Ingrid Thulin è stato doppiata da:
- Rina Morelli in Il posto delle fragole, Il volto, Luci d'inverno, Il silenzio
- Rita Savagnone in La guerra è finita, L’ora del lupo, E cominciò il viaggio nella vertigine, Mosè
- Noemi Gifuni in Il rito, Corruzione in una famiglia svedese, Salon Kitty
- Anna Miserocchi in La caduta degli dei, Sussurri e grida
- Paola Mannoni in La corta notte delle bambole di vetro, Il corsaro
- Gabriella Genta in L'Agnese va a morire, Il giorno prima
- Rosetta Calavetta in Spionaggio internazionale
- Renata Marini in Alle soglie della vita
- Andreina Pagnani in Agostino
- Maria Pia Di Meo in I quattro cavalieri dell'Apocalisse
- Vittoria Febbi in Cassandra Crossing
- Sonia Scotti in Dopo la prova
- Ada Maria Serra Zanetti in Cuore di mamma